# Actinodaphne gullavara
Actinodaphne gullavara är en lagerväxtart som först beskrevs av Buch.-ham. och Christian Gottfried Daniel Nees von Esenbeck, och fick sitt nu gällande namn av Marselein Rusario Almeida. Actinodaphne gullavara ingår i släktet Actinodaphne och familjen lagerväxter. Inga underarter finns listade i Catalogue of Life.